# عبد القادر اللباوي
عبد القادر اللباوي (تالة، 18 ديسمبر 1968-) سياسي وإداري تونسي، ترشح للانتخابات الرئاسية التونسية 2014. بعد حصوله على 35 ألف تزكية وهو ما يجعل حظوظه قائمة وكبيرة، ونشرت الهيئة العليا المستقلة للانتخابات قائمة المزكين من الناخبين.

## مسيرته
تحصل في سبتمبر 1992 على شهادة الأستاذية في الاقتصاد والعلاقات الدولية من كلية العلوم الاقتصادية والتصرف بتونس ثم المرحلة الثالثة تصرف سنة 1994 - اختصاص مالية مؤسسات - قبل أن يحرز على شهادة ختم المرحلة التكوينية العليا للمدرسة القومية للخزينة العمومية بفرنسا سنة 1996 اختصاص مالية ومحاسبة. وفي أكتوبر 1997، تحصل اللباوي على شهادة ختم المرحلة العليا للمدرسة الوطنية للإدارة بتونس وبعد سنة واحدة حاز على ماجستير مالية وتجارة دولية بكلية العلوم الاقتصادية والتصرف بسوسة.
وفي تصريح لوسائل الإعلام، بعيد تقديم ترشحه، أكد اللباوي أن التنمية تبقى الأولوية المطلقة لكن تتطلب جهدا كبيرا لتجسيمها كما أوضح أنه تحصل على 35 ألف تزكية وهو ما يجعل حظوظه قائمة وكبيرة على حد قوله.

## حياته الشخصية
عبد القادر اللباوي متزوج وأب لطفلين.